# Kogarah Bay, New South Wales

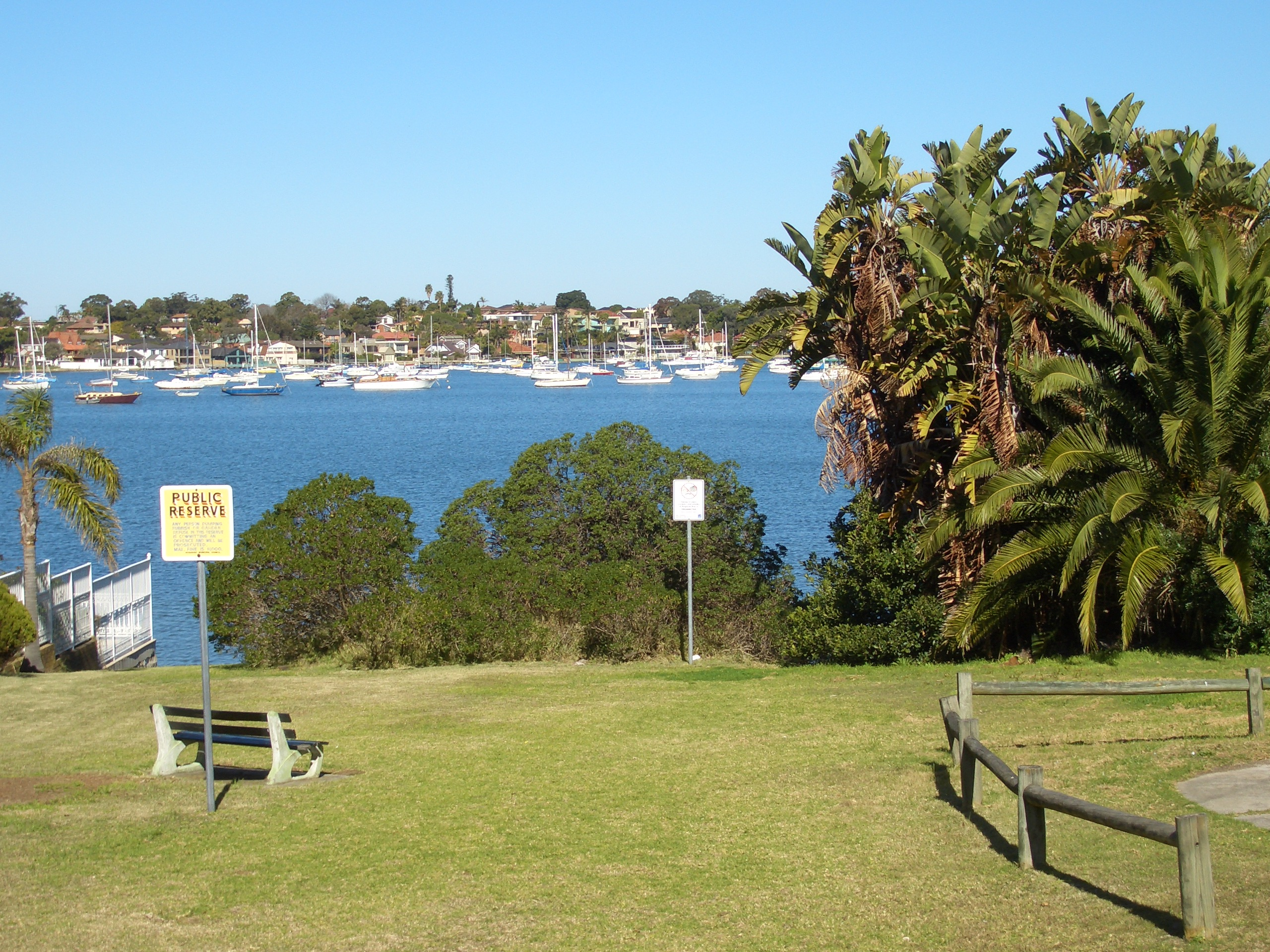
Kogarah Bay, Sydney

Kogarah Bay este o suburbie în Sydney, Australia.